# Horloge monumentale de Tassin-la-Demi-Lune
L'horloge monumentale de Tassin-la-Demi-Lune est une tour horloge située à Tassin-la-Demi-Lune en France.

## Histoire
C'est le maire de l'époque, M. Étienne Marin, qui lance la construction de l'horloge place Vauboin à l'intersection des routes de Bordeaux (RN89) et de Paris (RN7).
La première pierre de l'horloge est posée le 23 juin 1907, et elle est inaugurée le 5 avril 1908 par le maire et de nombreuses personnalités.
Sa construction a été financée par des fonds communaux et par souscription publique, pour un montant total de 16 000 francs.

## Description
La colonne de l'horloge est en pierre de taille de Saint-Martin-de-Senozan, et est évidée suivant une section de 60 cm de diamètre, ce qui permet de monter à l'intérieur avec une échelle de fer. Le socle formait à l'origine un banc de repos (aujourd'hui caché sous l'ornement floral). Dans la partie basse de la colonne, une bague de métal bronzé marque le début du fût octogonal. L'horloge proprement dite comprend 4 cadrans de 1,20 m de diamètre, décorés chacun par 2 allégories: une figure d'Apollon symbolisant le jour en dessous, et un hibou déployant ses ailes, symbolisant la nuit, au-dessus. Ces motifs sont reliés entre eux à chaque angle par un carquois contenant les flèches du temps. De grands motifs floraux ornent le bas de chaque face de l'horloge, tandis qu'un dôme ajouré surmonte l'ensemble,.

## Réalisation
L'édifice, de style Louis XVI modernisé, est l’œuvre des architectes Robert et Chollat. M. Devaux a sculpté les éléments décoratifs, permettant aux « Fonderies du Val d'Osne » de les mouler en fonte. La maçonnerie fut exécutée par M. Terracol, entrepreneur de la Demi-Lune. Quant à l'horlogerie, elle a été réalisée par la Maison Charvet de Lyon.
L'horloge a été restaurée en 2002 par la Fonderie Vincent (Brignais).